# اندیس کرومیت اناری
کرومیت اناری یک اندیس فلزی است که در حوالی شهر نوک آباد استان سیستان و بلوچستان قرار دارد و مادهٔ معدنی موجود در آن، کرومیت است.سنگ میزبان این اندیس پیریدوتیت آلتره است و دیرینگی آن به دوران کرتاسه می‌رسد. 